# Łodyżka
Łodyżka, niby-łodyżka – organ roślin nienaczyniowych funkcjonalnie i morfologicznie podobny do łodyg roślin naczyniowych, różniący się brakiem tkanki przewodzącej.